# Вињола (Напуљ)
Вињола (итал. Vignola) је насеље у Италији у округу Напуљ, региону Кампанија.
Према процени из 2011. у насељу је живело 241 становника. Насеље се налази на надморској висини од 87 м.